# Akatharta
Akatharta ist eine 1999 als Urzien gegründete Death- und Funeral-Doom-Band.

## Geschichte
Die Bandgründung geht auf die Idee des Mantas- und Massacre-Sängers Kam Lee zurück. In den ersten Jahren des Projektes änderte dieser den Namen in Akatharta. Mit diversen Besetzungswechseln, und „Fehlstarts“ benötigte das Projekt fast 16 Jahre, um eine Besetzung zusammenzustellen, die seiner Vorstellung entsprach. Im Jahr 2016 ging Akatharta einen Vertrag mit Pulverised Records ein, wo 2017 das Debüt Spiritus Immundus erschien. Am Aufnahmeprozess waren neben Lee der Schlagzeuger Travis Ruvo, der Gitarrist Aaron Whitsell und der Bassist Chris Sabbath beteiligt. Die Musiker nahmen ihre Beiträge in unterschiedlichen Studios auf und spielten das Album nicht gemeinsam ein. Die internationale Rezeption fiel durchschnittlich bis positiv aus. Akatharta weise auf Spiritus Immundus zwar kaum Innovationsgehalt auf und ergehe sich lyrisch in Geistergeschichten-Klischees, überzeuge jedoch mit einfacher und kongruenter Musik.

## Stil
Der Banddarstellung des Webzines Doom-Metal.com zufolge spielt Akatharta langsamen und schweren Death Doom, der das Tempo von Funeral-Doom-Bands wie Thergothon und Wormphlegm erreiche. In Rezensionen zu Spiritus Immundus wird ebenso auf populäre Vertreter des Ur-Genres verwiesen. Interpreten wie Thergothon, Skepticism, My Dying Bride und Mournful Congregation werden als Vergleichsgröße bemüht. Die Musik kombiniere tief gestimmtes Gitarrenriffing mit gutturalem Growling, als schleppend beschriebene Rhythmusarbeit und einer mit H.P. Lovecraft assoziierten Atmosphäre. Die Musik sei damit „durchweg ultralangsam und extrem brutal. Die Gitarren sind bis zum Boden gestimmt, die Bässe sorgen für ein heftiges Rumoren in der Magengrube, und Lees Organ wurde scheinbar noch einmal mit einigen Reißzwecken bearbeitet, um ein solch fieses Resultat zu erzielen.“ Punktuell „werden Effekte hereingesamplet [und] das Electronic Voice Phenomenon wird als zusätzliches ‘Instrument’ verwendet“.

## Diskografie
- 2016: Destroyer (Download-Single, Selbstverlag)
- 2017: Spiritus Immundus (Album, Pulverised Records)